# Painesville
Painesville ist eine City im Lake County im US-Bundesstaat Ohio und liegt am Grand River. Das U.S. Census Bureau ermittelte bei der Volkszählung 2020 eine Einwohnerzahl von 20.312.
Painesville ist Hauptort und Verwaltungssitz (County Seat) des Lake County.

## Geschichte
Painesville wurde im Jahr 1832 als Ort gegründet (incorporated) und wurde nach General Edward Paine (1746–1841) benannt, einem der ersten Siedler, die sich um 1800 in der Gegend des Connecticut Western Reserve ansiedelten. Paine diente während des Amerikanischen Unabhängigkeitskrieges in der Miliz von Connecticut als Hauptmann und vertrat die Region auch in der gesetzgebenden Territorialversammlung.
Bei der Vermessung des Landes im Jahr 1805 war der erste Name der Gemeinde zunächst nach General Henry Champion als Champion festgelegt worden. Die Stadtrechte erhielt der Ort im Jahr 1902. 

## Bildung
Die lokale Schulbehörde hat mit dem Abriss der Hobart Middle School begonnen, um auf dem Gelände eine High School errichten zu können. 
Die Heritage Middle School wird in der Chestnut Street gebaut.
Im Ort befindet sich die 1899 gegründete und für den County District zuständige, öffentliche Bibliothek Morley Library. Das private, 1856 gegründete Lake Erie College war bis 1986 eines von zuletzt drei nur für Frauen zugelassenen Colleges in Ohio, an dem jetzt etwa 1000 Personen studieren, es ist für seine Ausbildung in Pferdewirtschaft und Reiterei  bekannt. Das College erhielt als zweite Hochschule in den Vereinigten Staaten eine Akkreditierung der British Horse Society, es bildet auch in therapeutischem Reiten aus. Studenten, die nicht im größeren Umkreis der in der Innenstadt gelegenen Universität wohnen, sind bis zum Alter von 22 Jahren verpflichtet, in ihrem akademischen Jahr auf dem Campusgelände zu wohnen. Darüber hinaus besteht am Ort ein Campus der Andrews Osborne Academy.

## Söhne und Töchter
- Joe Dolce (* 1947), Sänger
- Paul John Hallinan (1911–1968), Erzbischof von Atlanta
- Holly Hofmann (* 1956), Jazzmusikerin